# Сидамо

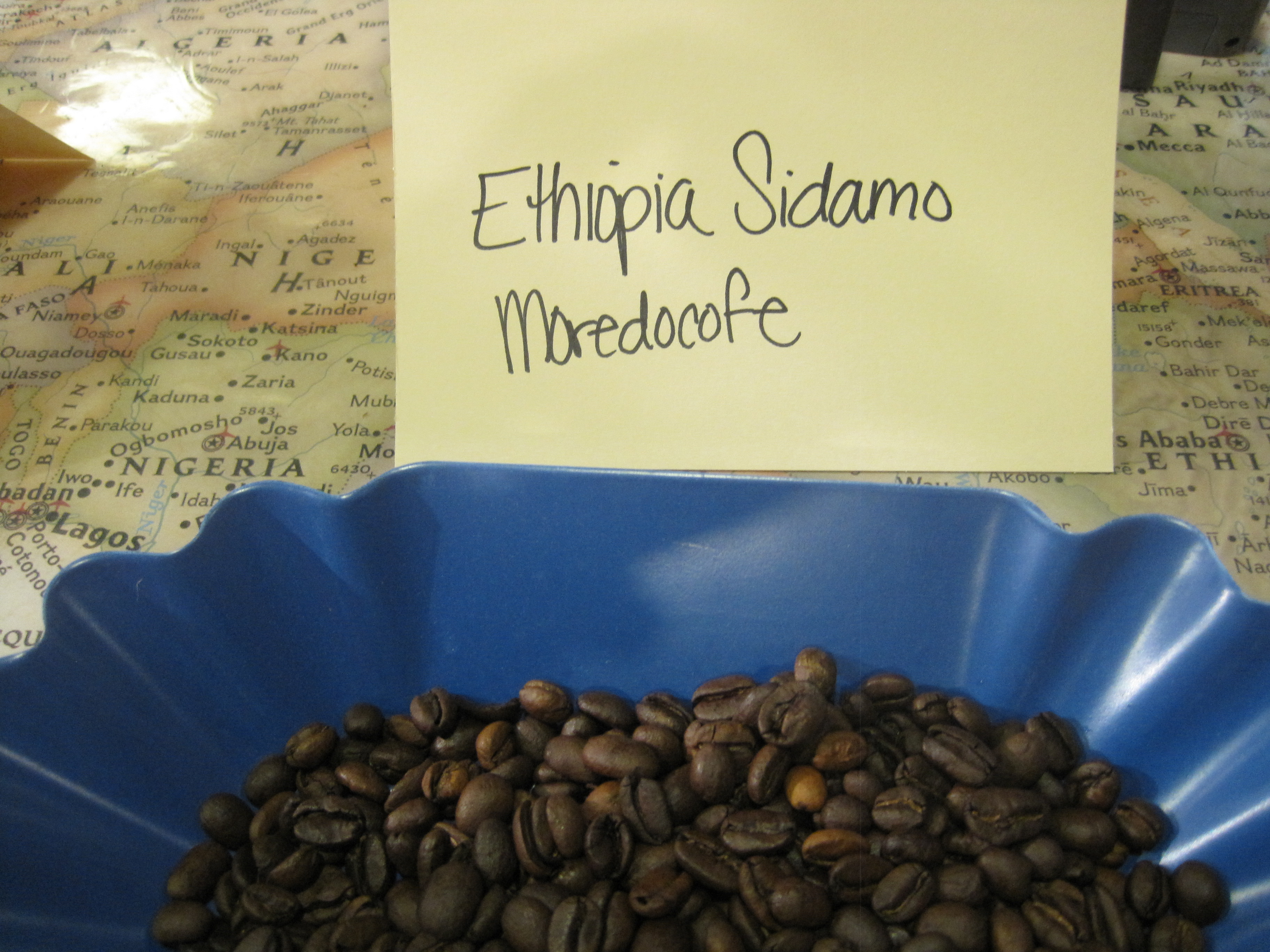
Кофе «Эфиопия Сидамо»

Регион Сидама

Сида́мо — группа народов, проживающих на юго-западе Эфиопии и говорящих на языке сидамо.

## География
Народы сидамо проживают в горных районах юго-западной Эфиопии, в Регионе народов и народностей юга, на территории старых эфиопских провинций Кэфа (Каффа-Джимма), Гамо-Гофа и Сидамо.
В 2019 году сидамо добились проведения референдума, на котором проголосовали за создание отдельного региона Сидамо (выделения его из Региона народностей юга). Референдум состоялся 20 ноября 2019 г.

## История и этнография
К народам сидамо относятся говорящие на близкородственных языках кушитской группы народы: собственно сидамо, а также дараса, камбатта, хадия, алаба, тамбаро. Некоторыми учёными группа народов берётся более расширенно — в неё включаются также говорящие на кушитских языках народы омето (а также уоламо, койра, баскето), каффа, гимирра и маджи.
Численность сидамо составляет 2632 тыс. человек. 90 % из них — христиане, остальные исповедуют ислам и африканские традиционные религии. Подавляющая часть (85 %) живёт сельским хозяйством, занимается горным земледелием (возделываются кофе, тефф, дурра, ячмень), а также скотоводством.
В XIII—XVI столетиях народы сидамо жили севернее, нежели сегодня, по соседству с амхара и входили в состав мусульманских султанатов Хадия, Ифат и Дауро. В XVI веке многочисленный народ оромо завоевал большую часть территории, которую населяли сидамо и оромо, оттеснив эти народы в горы юго-западной Эфиопии.